# Solojärvi
Solojärvi är en sjö i Finland. Den ligger i kommunen Enare i landskapet Lappland, i den norra delen av landet, 1 000 km norr om huvudstaden Helsingfors. Solojärvi ligger 144,6 meter över havet. Den ligger vid sjön Paatari. Arean är 4,16 kvadratkilometer och strandlinjen är 16,39 kilometer lång. Sjön  ingår i Pasvik älvs huvudavrinningsområde. 